# Catharsius dux
Catharsius dux là một loài bọ cánh cứng trong họ Bọ hung (Scarabaeidae).